# L'albero azzurro
L'albero azzurro è un programma televisivo italiano della Rai. È il programma per bambini più longevo della televisione pubblica italiana, in onda sin dal 21 maggio 1990 e rivolto ad un pubblico di età compresa tra i 3 ed gli 8 anni.
Presentandosi come primo esperimento televisivo in Italia su target prescolare (dai 3 agli 8 anni), il programma si riallacciava, inizialmente, al filone pedagogista delle produzioni Rai degli anni sessanta unito al lavoro di autori (Bianca Pitzorno, Bruno Tognolini, Roberto Piumini, Emanuela Nava, Mela Cecchi, Bruno Munari, Renata Gostoli, Claudio Cavalli, Nico Orengo, Laura Fischetto, Lorenza Cingoli, Giona Peduzzi, Magdalena Barile, Michela Marelli, Gianluca De Col, Claudia Sasso, Mauro Carli e Federica Iacobelli) sensibili alle problematiche di fruizione televisiva dei bambini e in collaborazione con la Facoltà di Scienze dell'Educazione dell'Università di Bologna.
Nato da un'idea del produttore Franco Iseppi, il format del programma così come il cast dei presentatori, nella sua lunga vita, ha subito numerose modifiche che hanno fatto gradualmente evolvere l'originario approccio educativo in fiction.
È trasmesso sin dalla prima edizione dal Centro di produzione Rai di Torino.

## Storia del programma

### Il primo ciclo (1990-1994)
L'albero azzurro inizia il 21 maggio 1990, andando in onda dal lunedì al venerdì su Rai 2 alle 08:00 ed in replica su Rai 1 alle 15:30.
I conduttori sono Claudio Madia (che realizza le manualità e propone vari giochi) e Francesca Paganini (che racconta fiabe, filastrocche, suona e canta), mentori del piccolo protagonista Dodò (il nome è ispirato al dodo, una specie di uccelli ora estinta), un pupazzo dalla forma di un cucciolo di volatile a pois (creato da Tinin Mantegazza), abitante dell'albero azzurro che dà il nome alla trasmissione, doppiato da Oreste Castagna e animato da Gabriella Roggero e Andrea Gaeta; Dodò sarà l'unica presenza fissa in tutte le serie del programma.
Le musiche sono curate da Patrizio Fariselli e la regia affidata a Velia Mantegazza (alternata talvolta a Francesco Cavalli Sforza).
Viene offerta ai telespettatori una forma di intrattenimento educativo (senza intermezzi di cartoni animati): durante la settimana, rievocato da una canzone o da una filastrocca, viene esplorato, puntata per puntata, un tema relativo all'incontro dei bambini col mondo che li circonda (gli elementi naturali, il tempo, gli agenti atmosferici, il corpo umano, l'ambiente domestico, le stagioni, i suoni, il cibo, i sapori, i vestiti, gli animali, la natura, i colori, le forme geometriche, i sentimenti, le arti, i numeri, le lettere, gli sport, ecc).
Accanto a Claudio, Francesca e Dodò gira un discreto numero di personaggi secondari:
- il maestro Fariselli (ex-componente degli Area, che dal 1993 appare in trasmissione ogni lunedì per introdurre musicalmente il tema della settimana);
- il signor Cavalli, un baffuto e geniale uomo di mezza età interpretato dall'autore Claudio Cavalli, con uno spazio fisso dedicato all'avventura ogni giovedì;
- Lucilla (Lucilla Salvini), la sorella maggiore di Francesca;
- la signora Anna Del Miao (Anna Canzi), la vicina di casa di Claudio e Francesca, padrona di un gatto che terrorizza Dodò;
- la scrittrice Narcisa (Narcisa Bonati);
- Aladino, amico e braccio destro del signor Cavalli;
- l'insegnante di inglese Cinzia (Cinzia Del Vecchio);
- la vagabonda-racconta fiabe Berta;
- l'antipatica signorina pubblicità (Luisa Oneto);
- l'androide-bambina Millie (ultima compagna di avventure del signor Cavalli e di Dodò, doppiata da Gloria Sobrito);
- il misterioso re dei cantastorie (interpretato dall'autore Roberto Piumini);
- Oddo, il pupazzo amico segreto di Dodò;
- Florence (un altro pupazzo, fiera coniglietta britannica, doppiato da Claudia Lawrence);
- il folletto-fisarmonica Doremilla.

Nel 1994 Video Rai, in collaborazione con Edizioni San Paolo, gira una serie di episodi con protagonisti i soli signor Cavalli e Dodò in giro per il mondo in cerca di avventure ma sempre in contatto, tramite fantasiosi e buffi strumenti di comunicazione, con l'albero azzurro che, nel caso del bisogno, può aiutarli ricordando loro la realizzazione di utili manualità ed alcune canzoni della prima edizione (gli episodi sono infatti cesellati da spezzoni video del recente passato con Claudio e Francesca). Queste puntate sono distribuite in VHS come allegato dell'omonimo periodico L'albero azzurro. Nello stesso periodo vengono commercializzati in VHS anche gli episodi migliori delle prime stagioni.

### Il secondo ciclo (1994-2001)
In questo nuovo ciclo (iniziato durante la stagione 1994/95) le puntate si evolvono da probabili situazioni auto-conclusive a fiction con una vera e propria trama (senza distruggere lo schema canzone-filastrocca-giochi e condita da un maggior numero di effetti speciali) dietro la quale si ritrovano gli argomenti educativi; ma ciò richiederà la presenza di conduttori che mostrino anche abilità teatrali. Le musiche e la regia sono rispettivamente affidate a Giovanni Caviezel e Loris Mazzetti. Accanto a Dodò (unico superstite del ciclo precedente) arrivano Lavinia Nove (Augusta Gori), una scuccurilla, un'imprecisata creatura miscuglio tra la donna, il gatto, il folletto e la scimmia, Empirio (Carlo Rossi), uno svampito ma al contempo geniale signore proprietario e gestore dell'Emporio di Piazza albero azzurro, in cui coabita con Lavinia (che è la sua apprendista), Arras il marinaio (Flavio Arras), il Musicista col Busto (una statua di marmo che prende vita al suono di alcune parole magiche, interpretato da Giovanni Caviezel) e Luisa (Luisa Oneto, già presente nel primo ciclo con il ruolo della signorina pubblicità), vicina di casa di Empirio, Dodò e Lavinia. Tra le altre novità ci sono i cartoni animati dell'Orso Balosso, una serie di corti animati ideati da Anna De Carlo e sceneggiati e narrati in rima baciata da Roberto Piumini; a questi si aggiungevano anche dei disegni illustratori delle fiabe raccontate dai vari presentatori nel corso di ogni puntata, in più venne data la possibilità per i genitori dei piccoli telespettatori di inviare al programma e veder mandate in onda riprese video su sprazzi di vita quotidiana dei loro bambini.
Nel 1996 (in concomitanza con la nuova regia di Patrizia Carmine) il programma cambia nuovamente aspetto ed alcuni protagonisti, abbandonando i toni immaginosi e fantastici delle precedenti puntate: Luisa viene sostituita da Anna (interpretata da Marcella Barros). Inoltre, in alcune puntate di quell'anno al posto di Empirio torna temporaneamente Claudio Madia (già conduttore del primo ciclo della trasmissione). Nel 1997 Lavinia esce di scena e viene sostituita da Augusta (sempre Augusta Gori), una giovane donna ingegnosa e risoluta.
Oltre a questi vi sono anche Pietro (Pietro Pignatelli), un naturalista che vive in una tenda nel bosco dell'albero azzurro, Kao (Kal Dos Santos) musicista brasiliano e la giapponese Fusako (Fusako Yusaki), artista della plastilina.
Oltre a Dodò troviamo un crescente numero di pupazzi suoi amici: il rospo Boris, brontolone e savio, Ugolino il pesce canterino (doppiati da Giovanni Caviezel), il riccio Crispino (doppiato da Augusta Gori e successivamente da Antonella Giuffrida), timido e pasticcione, il cucciolo di foca Nina, la vespa Zorba (entrambe doppiate da Antonella Giuffrida), quest'ultima antipatica e fastidiosa nemica di Dodò, il gatto nero Tricky (l'animale domestico di Augusta), il ragno Filippo, il Polipo Ploppete, topo Rodicchio (tutti doppiati da Monica Mantegazza dal 1997, topo Rodicchio era già apparso, con fisionomia diversa, già dal 1995), audace e sbruffone ed il castoro Paletta, laborioso e dal marcato accento bergamasco (doppiato da Marco Filatore). A questo gruppo di pupazzi sarà affidata la conduzione di un piccolo spin-off del programma, Le storie dell'albero azzurro, dove la comitiva si riunisce presso lo stagno di Boris per guardare, insieme ai bambini a casa, i cartoni animati trasmessi da un televisore magico che, a chiamata, emerge dall'acquitrino.
Nel 2001 la voce di Dodò viene cambiata: Oreste Castagna (voce del pupazzo sin dal 1990) viene sostituito da Marco Ghirlandi (2001-2002), poi a sua volta rimpiazzato da Felice Invernici (2002-2004). Nello spin-off Le storie dell'albero azzurro composto da 25 puntate, la voce di Dodò è affidata temporaneamente a Nicola Bartolini Carrassi.

### Il terzo ciclo (2001-2008)
Nel 2001 si assiste a un altro cambiamento del format e del cast: Augusta Gori e Carlo Rossi lasciano il programma e vengono sostituiti dalla conduttrice e cantante Barbara Eforo (che canta due canzoni: una che funge da sigla finale cantata con Luca Ghignone e Scatolone Fabbricone da sola). Oltre a Barbara vi sono anche la Giocattolaia (Laura Righi), Nemo (Andrea Beltramo), Faber (Sebastiano Di Bella), Gigilla (Antonella Giuffrida e successivamente Alessia Donadio) e Fischietto (Diego Casalis); arrivano nuovi pupazzi ad affiancare quelli già esistenti: il marmottino Pispolo (doppiato da Anna Lana), il gallo Sghembo, invidioso e senza scrupoli e la talpa Otto, che cerca invano di insegnare agli altri i puzzotti col botto (doppiati entrambi da Manuela Tamietti). In questa fase, la regia passa a Pierluigi Pantini, già regista della prima edizione della Melevisione, grazie all'opera del quale il programma raggiunge nuovi record di ascolto.
Nel 2004 c'è un nuovo cambio della voce di Dodò: Felice Invernici viene infatti sostituito da Stefano Brusa (2004-2007).
Le musiche in questa edizione sono suonate dal vivo e pervadono la trasmissione quasi in ogni momento. Dal 1º gennaio 2007, L'albero azzurro va in onda, oltre che su Rai 2 intorno alle 08:00, anche sul canale Rai Yoyo in orario pomeridiano, visibile prima su Sky e poi sul digitale terrestre.
Inoltre, in questa edizione, viene meno il tradizionale binomio attore-personaggio, in quanto un singolo attore interpreta diversi personaggi a seconda della vicenda raccontata nella puntata e non sono più presenti fiabe famose accompagnate da disegni illustratori.
Tra i vari autori che si avvicendano nelle varie edizioni, coordinati da Mauro Carli, dal 2002 al 2013 è la poetessa e umorista Alessandra Berardi a scrivere le parole delle canzoni, i testi in rima, e le storielline. Questo ciclo è scritto da Mauro Carli, Claudia Sasso, Magdalena Barile, Alessandra Berardi, Renato Gabrielli, Giona Peduzzi, Pierluigi Pantini, Gianluca De Col, Franco Fraternale, Michela Marelli, Renata Ciaravino.

### Il quarto ciclo (2008-2014)
Con questa nuova edizione il format ed il cast mutano ancora una volta: Barbara Eforo e il gruppo precedente lasciano la scena alla conduttrice e cantante Sara Bellodi (che canta con Luca Ghignone, Andrea Beltramo, Alessandro Mercurio e Tiziana Martello (che sostituisce Ilenia Bratomi), la canzone Una canzone buona da mangiare (o Una canzone al giorno).
Inoltre anche la voce di Dodò cambia nuovamente: Stefano Brusa viene infatti sostituito da Luca Ghignone (2007-2014).
Inoltre fanno il loro ingresso nel programma vari trii di personaggi: i Cavernicoli, i Costruttori, i Capataz e i Giapponesi, tutti interpretati dai tre doppiatori e cantanti Alessandro Mercurio (sostituito poi da Francesco Gargiulo), Ilenia Bratomi (sostituita poi dalla doppiatrice e cantante Tiziana Martello) e Andrea Beltramo (che con i loro sketch costruiscono la sfaccettatura comica della trasmissione), Nonna Giustina (la racconta-fiabe Piera Cravignani) che racconta a Dodò le storielline ed il musicista e compositore Marco Bigi, che scrive le musiche di tutte le canzoni e accompagna il trio nelle canzoni, sotto la regia di Tiziana Pellerano.
Anche i pupazzi subiscono un ulteriore restyling: oltre al pupazzo Dodò troviamo ancora Sghembo e Zorba (voce Tiziana Martello), Lambrico il lombrico e Otto la talpa  (voci rispettivamente di Toni Mazzara e Marco Manzini).
Nel 2010 Sara Bellodi lascia il programma e viene sostituita da Laura Carusino. Quest'ultima, infatti, canta Una canzone a colori e Qui ci vuole un'idea assieme al trio stesso.
In questa edizione Zorba la vespa viene rimpiazzata da Zarina la zanzara (doppiata da Tiziana Martello).
Tra il 9 settembre 2012 e il 2013, analogamente a quanto fatto nel corso dell'estate con la Melevisione, Rai Yoyo trasmette una serie di "Classici", nella quale vengono riproposte le puntate ritenute più importanti percorrendo la storia del programma dalle prime edizioni.

### Il quinto ciclo (2014-2018)
In questo quinto ciclo, a partire dall'edizione 2014/2015 compare Gipo Scribantino, personaggio fittizio interpretato da Oreste Castagna (primo storico doppiatore di Dodò), presente anche ne Le storie di Gipo e Il videogiornale del Fantabosco, altri programmi di Rai Yoyo.
Sempre nel 2014 Luca Ghignone viene sostituito come voce di Dodò da Andrea Beltramo, che viene poi rimpiazzato a sua volta nell'edizione 2015/2016 da Paolo Carenzo (attuale voce del pupazzo), in quanto Beltramo ritorna nel successivo ciclo come conduttore del programma assieme a Laura Carusino.
Appare una fogliolina parlante che trasporta Dodò, Laura e Gipo in una parte del mondo per un'avventura, ed appare una scatola dove ci sono "le parole dei bambini del mondo".
Dal 2014 il programma va in onda solo su Rai Yoyo, dal lunedì al venerdì alle ore 8:30, abbandonando i canali generalisti Rai dopo 24 anni.
Spariscono alcuni personaggi storici come Otto, Sghembo, Vecchio Maestro e Nonna Giustina. Sparisce anche lo spazio dedicato allo Scatolone Fabbricone e al Cestone Golosone. Scompare anche l'interno nucleo di Blu Cactù e Zollah-bi.
Compare in alcune puntate anche un nuovo pupazzo: Lallo, il cavallo, trasportato direttamente da Casa Lallo, altro programma di Rai Yoyo.

### Il sesto ciclo (dal 2018)
ll 19 febbraio 2018 comincia la nuova edizione del programma che questa volta torna ad essere trasmesso di pomeriggio, esattamente dalle 16:20 su Rai Yoyo. Ad affiancare Dodò ritroviamo Laura Carusino, Andrea Beltramo, Zarina la zanzara e Ruggero il leone (doppiati rispettivamente da Michela Di Martino e Piero Marcelli). Escono di scena in maniera definitiva Gipo, Lallo, la Fogliolina Magica e la Scatolina Sbadiglia Parole. Inoltre, nel 2019 dopo 22 anni di assenza è tornata Fusako Yusaki (già presente nel secondo ciclo del programma).
Nel marzo del 2020, in occasione del trentesimo anniversario del programma ed a causa della pandemia di COVID-19 ed alla conseguente chiusura delle scuole, che ha comportato così un numero maggiore di bambini a casa anche durante la mattina, il programma oltre che sulla fascia pomeridiana di Rai Yoyo torna temporaneamente in onda anche nella sua storica collocazione, ovvero la fascia mattutina di Rai 2.
A partire dal 3 ottobre 2022 è tornato su Rai Yoyo dal lunedì al venerdì alle 8:30 e in replica alle 15 con una nuova sigla e con le stesse canzoni del terzo e quarto ciclo.
Nelle puntate inedite nel 2023 che sono state trasmesse da Rai Yoyo, oltre al cast riconfermato, è stato aggiunto un nuovo pupazzo, La Pimpa, la cagnolina bianca con i pois rossi.
Il 6 maggio 2024 prende il via sempre su Rai Yoyo l'edizione numero 32 del programma, che per la prima volta va in onda in access prime time. La prima puntata della nuova stagione è la numero 3000 dell'intero corso del programma.
Dal 28 ottobre 2024 il programma torna su Rai Yoyo tutti i giorni e torna di mattina, questa volta però alle 11:40.

## Personaggi

### Dodò
Dodò è un uccello parlante, creato come un uccello di pezza bianco a pois azzurri comandato da Davide Arena, con il becco di legno e due palline da ping pong per occhi, mascotte e protagonista de L'albero azzurro. La voce è quella del doppiatore Paolo Carenzo. Il pupazzo partecipa anche ad episodi speciali di altre trasmissioni come La posta di YoYo e Natale con Yoyo.

### Orso Balosso
Orso Balosso è un cartone animato che andava in onda all'interno del programma negli anni novanta.
Il cartone, tramite una voce fuori campo, narra le avventure di un orso utilizzando la rima baciata. Il nome del protagonista derivava dal milanese baloss, che significa "birbone".
Nella serie compaiono anche Ballina, la cugina di Balosso, e Sorcitello, il suo più fedele amico.
L'ideatrice, sceneggiatrice e disegnatrice dell'Orso Balosso è Anna De Carlo. Le narrazioni in versi erano di Roberto Piumini, mentre nel 2002 - ultimo anno di permanenza della serie nel programma - i testi erano scritti da Alessandra Berardi.